# Colocleora tichomecha
Colocleora tichomecha là một loài bướm đêm trong họ Geometridae.